# Affäre Wohlgemuth
Die Affäre Wohlgemuth war ein diplomatischer Konflikt der Schweiz mit dem damaligen Deutschen Reich, der letztlich zur Einführung des schweizerischen Staatsschutzes führte.
Am 21. April 1889 verhaftete ein Schweizer Polizeihauptmann in Rheinfelden auf Schweizer Territorium den deutschen Polizeiinspektor August Wohlgemuth. Dieser wurde beschuldigt, politisch links stehende, vor dem Sozialistengesetz in die Schweiz geflohene deutsche Emigranten zu verfolgen und auszuhorchen. Wenig später beschloss der Bundesrat, Wohlgemuth des Landes zu verweisen. Dies führte zu diplomatischen Verstimmungen mit dem deutschen Reichskanzler Otto von Bismarck, welcher der Schweiz mit wirtschaftlichen Repressalien drohte und strenge Kontrollen des Grenzverkehrs anordnete.
Der Bundesrat, der ohnehin schon Massnahmen gegen einheimische oder eingewanderte radikale Linke und Anarchisten erwogen hatte, ergriff die Gelegenheit, Bismarck mit «Massnahmen gegen Anarchisten und Revolutionäre» zu beschwichtigen. Der von ihm vorgeschlagene «eidgenössische Generalanwalt» schloss anfänglich einzig noch zwei juristische Assistenzstellen ein und wurde im Juni 1889 auch von der Bundesversammlung gutgeheissen. Ein Referendum gegen die Vorlage von linker Seite scheiterte an einer zu geringen Unterschriftenzahl. Damit war der Grundstein gelegt für einen bis heute praktizierten Schweizer Staatsschutz, dessen unbestritten negativer Ausfluss die Fichenaffäre war.